# يوسف الغفيص
يوسف بن محمد بن علي الغفيص (ولد 1391 هـ / 1971 م) عالم دين سنِّي سعودي، وعضو هيئة كبار العلماء وعضو اللجنة الدائمة للإفتاء سابقًا. حاصل على شهادة الدكتوراه في العقيدة من جامعة الإمام محمد بن سعود الإسلامية.

## مؤهلاته العلمية
- البكالوريوس من جامعة الإمام محمد بن سعود الإسلامية عام 1414هـ.
- الماجستير من الجامعة نفسها عام 1418هـ والرسالة بعنوان: "شرح كتاب الإيمان من صحيح مسلم".
- الدكتوراه من الجامعة نفسها عام 1423هـ والرسالة بعنوان: "التداخل العقدي في مقالات الطوائف في أصول الدين".[3]

## مشاركاته العلمية
اشتغل الشيخ يوسف الغفيص بالتدريس في المساجد من عام 1413هـ في العقيدة والفقه والتفسير والحديث وأصول الفقه. والتدريس في المسجد الحرام في العشر الأواخر من رمضان وغيرها.
وشارك في التدريس في عدد من الجامعات منها:
- التدريس في المعهد العالي للقضاء في جامعة الإمام محمد بن سعود الإسلامية.
- التدريس في الدراسات العليا بكلية أصول الدين في جامعة الإمام محمد بن سعود بالرياض.
- التدريس في الدراسات العليا في جامعة الملك سعود بالرياض قسم الدراسات الإسلامية.
- وشارك أيضًا في العديد من الدورات العلمية داخل المملكة وخارجها.[4]

## مؤلفاته
- شرح كتاب الإيمان من صحيح مسلم (رسالة ماجستير).
- التداخل العقدي في مقالات الطوائف في أصول الدين (رسالة دكتوراه).
- شرح الفتوى الحموية لابن تيمية.
- شرح العقيدة الطحاوية للطحاوي.
- شرح القواعد السبع من التدمرية لابن تيمية.
- شرح لمعة الاعتقاد لابن قدامة المقدسي.
- شرح القواعد الأربع للشيخ محمد بن عبد الوهاب.
- التعليق على رسالة العبودية لابن تيمية.
- شرح المنهجيّة في دراسة الفقه.
- منهج القراءة في علوم الشّريعة.
- شرح كتاب الإشارة في أصول الفقه.
- شرح العقيدة الواسطية لابن تيمية.
- شرح رسالة رفع الملام عن الأئمة الأعلام لابن تيمية.[5][6]